# Крамськ (гміна)
Гміна Крамськ (пол. Gmina Kramsk) — сільська гміна у північно-західній Польщі. Належить до Конінського повіту Великопольського воєводства.
Станом на 31 грудня 2011 у гміні проживало 10653 особи.

## Територія
Згідно з даними за 2007 рік площа гміни становила 131.78 км², у тому числі:
- орні землі: 76.00%
- ліси: 12.00%

Таким чином, площа гміни становить 8.35% площі повіту.

## Населення
Станом на 31 грудня 2011:
| Опис     | Загалом | Загалом | Чоловіки | Чоловіки | Жінки | Жінки |
| -------- | ------- | ------- | -------- | -------- | ----- | ----- |
| одиниця  | осіб    | %       | осіб     | %        | осіб  | %     |
| все      | 10653   | 100     | 5272     | 49.49    | 5381  | 50.51 |
| міське   | 0       | 100     | 0        |          | 0     |       |
| сільське | 10653   | 100     | 5272     | 49.49    | 5381  | 50.51 |

## Сусідні гміни
Гміна Крамськ межує з такими гмінами: Коло, Косьцелець, Кшимув, Осек-Мали, Слесін, Сомпольно.